# Madison Bugg
Madison Bugg (ur. 4 sierpnia 1994 w Plano) – amerykańska siatkarka, grająca na pozycji rozgrywającej. 

## Sukcesy klubowe
Mistrzostwa NCAA:
- 2015

Puchar Niemiec:
- 2018

Mistrzostwo Niemiec:
- 2019
- 2018

Mistrzostwo Francji:
- 2021

Superpuchar Włoch:
- 2023[7]

Puchar Włoch:
- 2024[8]

Mistrzostwo Włoch:
- 2024[9]

Liga Mistrzyń:
- 2024[10]

## Sukcesy reprezentacyjne
Mistrzostwa Ameryki Północnej, Środkowej i Karaibów Kadetek:
- 2010

## Nagrody indywidualne
- 2010: Najlepsza rozgrywająca Mistrzostw Ameryki Północnej, Środkowej i Karaibów Kadetek